# 高力氏
高力氏（こうりきし／こうりきうじ）は、日本の氏族の一つ。三河国額田郡高力郷の発祥で、桓武平氏流熊谷氏の後裔とされる。家祖とされる重長より松平氏（徳川氏）に仕え、徳川家康の重臣である高力清長などを輩出した。江戸時代前期に岩槻藩、浜松藩、島原藩の大名を歴任したのち、旗本家として本家、分家の両家が幕末まで存続した。

## 概略
高力氏は、出自を熊谷氏一族のうち三河国八名郡・宇利城を拠点とした宇利熊谷氏とする一族である。戦国時代初期、初代・重長は三河国額田郡高力郷を拠点として松平氏（徳川氏）に仕え、その孫の清長は、
豊臣秀吉政権下、徳川家康の側近として活動した。清長は家康の関東移封に同行し、武蔵国岩槻城を居城として岩槻藩初代藩主となった。清長の孫・忠房は後に浜松藩への転封となり、島原の乱後には松倉氏の後任として島原藩を知行して復興政策を行ったが、忠房の子・隆長の代に失政によって改易されて旗本に降格された。 旗本となった以後は、本家は下総国海上郡・匝瑳郡、分家は出羽国村山郡を知行し、両家が幕末まで存続した。

## 出自
『寛永諸家系図伝』および『寛政重修諸家譜』などによれば、高力氏は熊谷氏の一族であり、熊谷直実の5代後の子孫・熊谷直鎮 の流れとされる。熊谷氏は武蔵国熊谷郷に拠っていたが、元弘元年（1331年）に直鎮が足利高氏（尊氏）に従って上洛し、六波羅の合戦での武功により三河国八名郡の地頭職を与えられた。直鎮は八名郡に地頭職として居住した後、彼の6代後にあたる重実が宇利庄に移り住み、その子・実長より宇利熊谷と称して今川氏に臣従したが、享禄2年（1529年） 、松平清康の攻略によって宇利城が落城した。
宇利城の落城により、宇利熊谷氏は同国額田郡高力郷（現・愛知県額田郡幸田町大字高力付近）に落ちつき、名字を高力と改めたとされる。
高力郷に移り住んだ時期については、実長の子・直安の弟である正直が高力郷に分かれ住み、その子である重長が高力氏を名乗ったとする解釈、重長が移り改姓したとする解釈がある。また、高力郷に移住した正直は簗田氏を称したとされ、『寛政重修諸家譜』には重長の母は簗田与次郎某の娘と表記されている。
ただし、寛永・寛政の家譜以外の文献では、上記とは異なる出自も散見される。
『藩翰譜』は、上記の出自のほか、「直繁」という人物が近江国から三河国へ逃れ来て、高力村に600石の土地を領有して高力氏を称したとする記述が『古今武家盛衰記』にみられるとし、「両説いかが」と記している。
また、高力氏は簗田氏と同族であるとされる。簗田氏は下野国梁田郡簗田御厨を本貫とした鎌倉時代以来の足利氏被官衆であり、室町時代は鎌倉公方奉公衆を務めた一族で、高力郷に住した簗田氏は同国に所領を受けた庶家であると推定される。高力氏は寛正6年（1465年）、額田郡一揆に簗田氏と同じ一揆側として参加しており、『新編岡崎市史』は、出自を熊谷氏とする説には疑問があり、重長を高力氏初代とするのは正しくないとしている。

## 歴史

### 享禄年間以前
前述の通り、家譜において享禄年間（享禄元年（1528年） - 享禄5年（1532年）以前の高力氏は、熊谷直鎮が三河国八名郡の地頭権を得て以来同郡に居住し、重実の代より宇利庄に移住、文明年間（1469年 - 1486年）に宇利城を築城したとされる。実長の代より宇利熊谷氏として今川氏に臣従していた。
ただし、享禄年間以前にも高力氏が高力郷に居住していたことを示す文献、また、高力氏と南朝に関する伝承（後述）が存在する。
高力氏は、寛正6年（1465年）に発生した額田郡一揆に参加したとする文献がある。『今川記』には一揆の概要が記されており、その中に、一揆の構成員として丸山氏・尾尻氏・芦谷氏らとともに高力氏の名前が挙げられている。これら一揆の参加者は、蜷川親元の日記（『親元日記』）、寛正6年（1465年）五月の条に記されている「額田郡牢人交名之注文」とほぼ一致しており、信憑性に問題があるとされる『今川記』の中でも一揆の概要は信用できるとされる。

### 享禄年間 - 安土桃山時代
享禄2年（1529年）、宇利熊谷氏の居城・宇利城は松平清康に攻略されて落城した。宇利城はその後、菅沼定則や近藤康用の居城となった。実長の子である正直は、はじめ同族とされる簗田氏を称して高力郷に落ち延び、その息子・重長が高力氏を称した。正直は簗田氏を称すとともに、高力に住んだため高力熊谷とも称されたという。また、このとき重長の兄である直信は八橋氏を、重長の伯父である直安の息子・直次は入野熊谷氏を称したとされる。以上の過程で、高力重長家が形成された。同氏は高力城を居城とし、青山家蔵古文書によれば、重長は一族で卜部（旧・愛知県碧海郡占部村付近）に居住していたとされる。
『寛政重修諸家譜』によれば、重長は松平清康に仕え、今川氏との戦いでたびたび戦功を上げた。その後、天文4年（1535年）、清康の死後（森山崩れ）に織田信秀が兵8,000を率いて岡崎城に侵攻しようとし、松平康孝が兵800を率いて織田軍と戦ったが、この戦いに参加していた重長は、息子・安長とともに同年12月、伊田郷で戦死した。
安長の死去によって、安長の息子・清長は安長の弟・重正に養育されることとなる。清長は松平広忠、元康（当時）父子に従い、永禄3年（1560年）、元康に従って大高の戦いで戦功を上げた。なお、重正はこの戦いで戦死している。永禄8年（1565年）3月、家康は三河一国支配のため三河三奉行を設置し、清長は本多重次、天野康景とともにその一員となった。このとき清長は、その知略と慈悲深さを象徴したものとして、重次の「鬼作左」、康景の「とちへんなしの康景」と並び「仏高力」と称されたとされる。その後、清長は掛川城攻め、姉川の戦いでの功績で遠江国長上郡万石村を与えられ、元亀3年（1572年）三方ヶ原の戦いに参加し負傷、天正8年（1580年）には同国・馬伏塚城を与えられた。清長は天正10年（1582年）の伊賀越えに従い、同年駿河国田中城城主となった。また、小牧・長久手の戦いの後には従五位下・河内守となり、豊臣秀吉から豊臣姓を与えられた。天正18年（1590年）、家康の関東移封に伴って清長は武蔵国岩槻城2万石を領有し大名となった。
清長は慶長13年（1608年）に死去するが、清長の息子・正長は父に先立って慶長4年（1599年）に死去しており、同年に清長の孫・忠房が高力家の家督を継いだ。

### 江戸時代前期 - 改易まで
忠房の代である元和5年（1619年）、高力氏は3万石に加増され、遠江国浜松藩主となった。また、忠房の次男であり寛永7年（1630年）に幕府・中奥の小姓となった長房が同年2月15日に死去したが、この日、幕府は小姓の身分である長房に対して朽木稙綱を弔わせており、幕府が重長・重正の働きや清長の譜代の忠勤を配慮したもの、あるいは高力氏を重要視していたものと推測される。
寛永16年（1639年）、忠房は島原の乱の責任を問われて改易となった松倉勝家の後を受け、4万石への加増をもって島原藩主となる。また、このとき忠房は島原藩主のほかに「西国目付役」という役職も与えられたとされる。藩内において、忠房は荒廃した領内農村の復興や他領からの移住民受け入れ、領内の寺社の創設あるいは再興といった政策を行った。忠房は明暦元年（1655年）、参勤先の江戸から島原に戻る途中、京都で死去した。
忠房の死去に伴い、忠房の息子・隆長（高長）が高力家の家督を継いだ。隆長は藩の財政再建目的で領民に苛税を強いるなどの失政を行い、また、失政を咎めた家臣である志賀玄蕃允をその場で殺し、江戸にいた玄蕃允の妻子を殺害したとされる。これらの行為もあり、高力氏は寛文7年（1667年）、諸国巡見使の九州巡見の際に領民に苛政を訴えられたことによって、寛文8年（1668年）2月27日、改易となった。改易により、隆長は仙台藩へ蟄居となり扶持米1,000俵を扶助された。

### 改易後

#### 本家
隆長の改易後、隆長の息子・忠弘も一時出羽国庄内藩・酒井家に預けられ、蟄居となった。その後、忠弘は赦免されて寄合となり、貞享2年（1685年）、下総国匝瑳郡、海上郡内に合計3,000石の知行を与えられた。また、元禄元年（1688年）には書院番頭となった。元禄9年（1698年）正月晦日、忠弘は部下であった大岡忠英と養子申請について口論となり、忠弘は忠英に殺害され、また、忠英自身も忠弘の家臣によって殺害された。この件に関して高力家に処分はなく、同家は永井尚附長男の清彌を養子として迎えた。本家はその後、10代・長昌、15代・直三郎（直堂）と、養子2人を迎えつつ幕末まで存続した。直三郎は慶応3年（1867年）より京都町奉行を務め、明治維新以後は同郡仁玉村に居住した。
また、高力家本家の知行地のうち、最大の領地は下総国海上郡三川（現・千葉県旭市三川）であり、慶応元年（1865年）以後はその中に陣屋が設置されていた。陣屋跡は「四方堀」といわれ、1921年（大正10年）頃まで堀の一部が残っていたとされるが、2025年（令和7年）現在は山林となっており、当時の面影はない。

#### 分家（高力政房家）
高力政房家は、忠房の三男・政房より分家した家である。兄・隆長が蟄居の処分となった際、政房には処分がなく、出羽国村山郡に3,000石の知行を与えられた。3代・長氏、4代・定重は真田氏からの養子であり、5代・長行は妻木氏から養子として迎えられた後、小姓組番頭、書院番頭、駿府城在番の留守居を勤め、摂津守、若狭守を叙任された。その後、政房家は6代・直賢、7代・直道、8代・直行と、創始以来6人の養子を迎えて幕末まで存続した。
『山辺町史』によれば、政房家の知行地は、天明8年（1788年）から天保10年（1839年）の期間幕領となり、それ以後再び高力領となった。なお、知行地が幕領となった原因は不明である。政房家知行地の代官所は、同郡深堀村の名主であった佐藤忠右衛門家の敷地内に、独立した敷地を持たない形で設置されていた。ただし、幕末の一時期、代官所は同郡大寺村の名主・多田太兵衛家に移ったとされ、多田家には高力家の位牌が数柱祀られていた。また、西高楯村の名主を務めた安達久右衛門家には、高力家や代官などの関係を記録した『諸色留書帳』が残っている。

## 伝承・逸話

### 南朝伝説と高力氏
愛知県額田郡幸田町には、高力氏は南北朝時代、信濃国大河原の戦いで宗良親王に味方し、敗戦した熊谷氏の一族であるという伝承がのこっている。ただし、真偽は定かではない。内容は以下の通りである。
延元元年/建武3年（1336年）夏、後醍醐天皇の皇子である宗良親王一行は井伊氏を頼るため遠江国へ向かい、大橋氏の青木城、吉良の宮迫、深溝の一の瀬、三ヶ日を経由し、井伊谷城へ到着した。このとき宗良親王を味方した武士の中に、豊根村に拠点を持ち、熊谷直実の末裔である熊谷小三郎直澄という地侍がいた。この勢力は次第に増強したが、延元3年/建武5年（1338年）に新田義貞が戦死、その後井伊谷城も落城した。宗良親王は信濃国の大河原に移ったが、敵軍のため「露とお消えになった」。そこで宗良親王の皇子・尹良親王は浪合の地に移ったが、北朝方の攻撃にあい、親王方の諸士は各地に潜住した。熊谷小三郎直澄も額田郡大草城主の西郷氏を頼って隣村の高力村に住むこととなり、直澄は高力小三郎直澄と名乗った。
また、このとき落ち延びた熊谷氏一族のうち、岩堀（現・愛知県額田郡幸田町大字菱池字岩堀付近）に定住したものは岩堀氏を称したとされている。

### 織田信雄と高力氏
青山家蔵古文書および旧・額田郡高須村（現・愛知県岡崎市福岡町付近）にある織田家に伝わる家譜には、それぞれ高力氏が分村として同村を開拓した逸話、高力氏の人物が織田信雄の息子とされる人物を養子としたとされる逸話が記されている。

#### 分村・高須村の開拓
以下は、青山家蔵古文書に記されている、重長らが隣村であった土地を開拓して高力郷の分村とした逸話である。
重長が一族で卜部に居住していた頃の1533年（天文元年）、大洪水で矢作川の支流が氾濫し、隣村であった山本四郎兵衛の領地が人家・田畑ともに流れ失せた。これにより、四郎兵衛の領地は砂や礫が連なる荒廃した河原となり放棄されていた。重長は近村の住民を雇い入れて荒れ地の開発に乗り出し、重長の二男・重正を筆頭支配人として、重正の8人の弟とともに開墾に出精した。重長はこの郷の始祖となり、本村である高力の「高」と荒れ洲の「洲」を組み合わせてこの郷を「高洲」と命名し、高力郷の分村とした。
また、『三河国額田郡福岡村誌』などによれば、重長・重正らは高須村に移住したとされ、「高洲」の由来は「流失した土砂が堆積した洲」であるとされる。

#### 織田氏との関係の伝承
以下は、旧・高須村にある織田家の家譜などに記された、重長の曾孫とされる人物が織田信雄の息子とされる人物を養子とし、同地の織田家の発祥となったとする逸話である。
重正の孫であった直崇（通称・熊谷次郎左衛門）は香道に精通しており、織田信長の前でたびたび香を焚いた。また、織田信雄から深く懇望されたため、香道の真意を伝えた。1587年（天正15年）11月、直崇が清洲城に出仕したとき、信雄の側室であり伊勢国の社家の人物・久田某の娘である「園の方」が、妊娠5ヶ月であり暇が出ることとなっていた。直崇は日頃より信雄から恩情を受けていたため、信雄より園の方の取り計らいを命じられた。直崇は妻子を持っていなかったため、信雄と園の方との子供を自分の養子にすることを願い上げ、これについて信雄から許可があった。その際、信雄より生まれた子供が男子であったら必ず申し出ることを指示され、直崇は帰国した。
翌1588年（天正16年）4月5日、男子が誕生した。直崇は大変喜び、同年12月、この男子は信雄に謁見した。信雄は大変喜び、この子供を「信太郎」と命名した。信雄は信太郎について、この子が成長すれば必ず一郡の領主とするとして、正長の短刀、家系図、黄金2枚を与えた。直崇は喜んで帰国し、信太郎を養育した。
1590年（天正18年）、織田家は滅亡した。直崇は憂いに耐えられず出家する志を強くし、自らの家を信太郎に譲り、園の方を信太郎の後見人とした。直崇は信太郎について、織田内府（信雄）の血筋であり織田氏の姓を捨てるのは忍びないと言い置き、自らは僧となった。直崇は織田氏の本国が越前国であることにちなみ、「越」の字に「崇」の字を付けて「越崇」と号した。越崇は同村・八郎右衛門の屋敷に庵を結んで隠居し、1625年（寛永2年）病死した。信太郎は以降高須村に居住し、「織田次郎左衛門信久」と名乗った。
なお、高須村は江戸時代に600石を有し、1685年（天和5年）から松平右衛門太夫の領土、1688年（元禄元年）より徳川氏の領土となり、1690年（元禄3年）より幕領となったとされる。